# Marc Sangnier

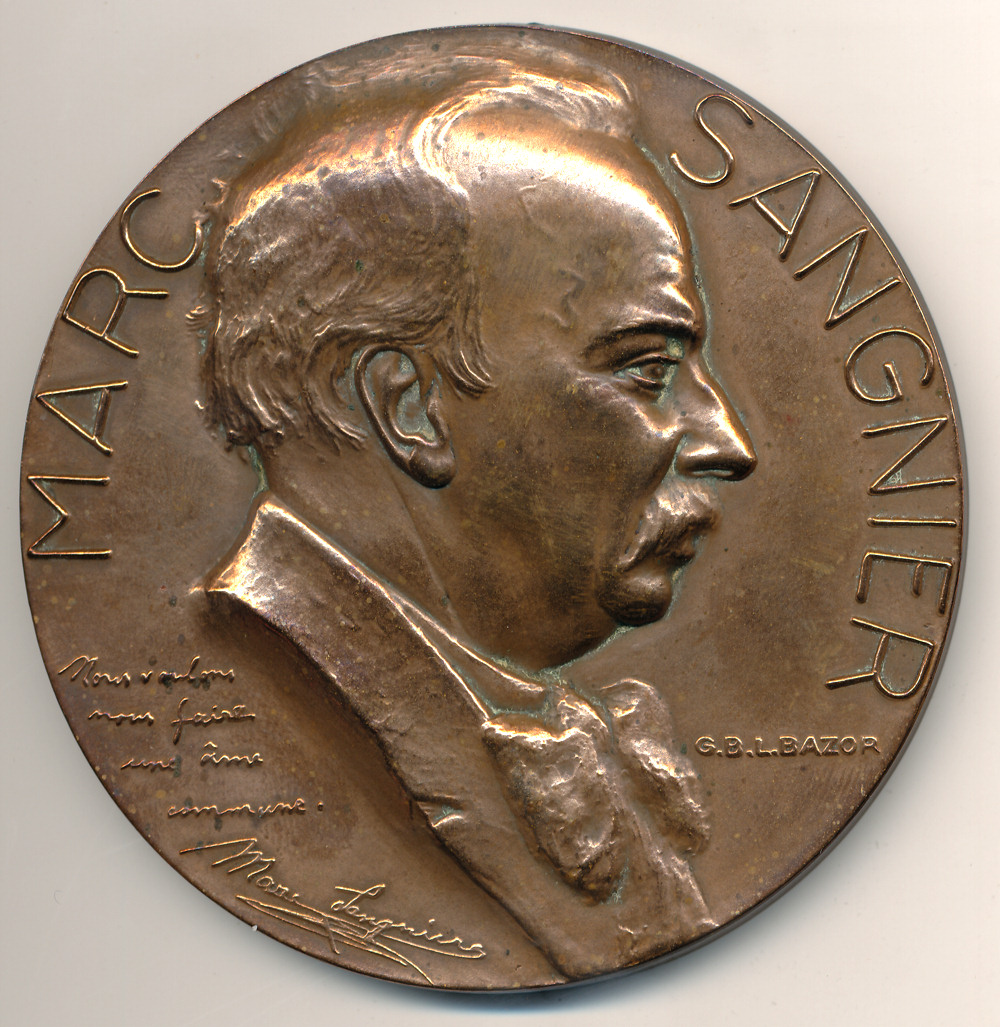
Marc Sangnier medaille

Marc Sangnier (Parijs, 3 april 1873 – aldaar, 28 mei 1950) was een Franse jurist, journalist, theoloog en filosoof. Hij zette zich in voor onderwijs ter verheffing van de arbeidersklasse ("éducation populaire") en richtte in 1929 de Franse associatie van jeugdherbergen (auberges de jeunesse) op.
Sangnier ging school aan het Stanislascollege in Parijs van 1879 tot 1894. In 1895 slaagde hij voor het toelatingsexamen van de "École Polytechnique" en hij behaalde in 1898 zijn licentiaat in de rechten. Als student richtte hij met Paul Renaudin in 1894 het blad Le Sillon op, dat zich voor een maatschappelijk christendemocratisch engagement van leken inzette. Het tijdschrift probeerde het maatschappelijk engagement van katholieke leken in lijn met de christen-sociale leer van Rerum Novarum van paus Leo XIII te onderbouwen.
In 1899 werd Le Sillon het orgaan van een beweging voor volksopvoeding en verenigde zowel de arbeidersjeugd als de jeugd uit welgestelde kringen. Doel was de verzoening tussen de klassen en tussen de Kerk en de staat. Het afschaffen van de klassentegenstellingen en het klassenonderscheid zou moeten worden bereikt door politieke, economische en intellectuele emancipatie. In 1901 volgde de oprichting van meerdere Volksinstituten, die publiek toegankelijke cursussen en lezingen gaven. Op het nationale congres in 1905 telde Frankrijk bijna duizend afvaardigende "Sillon"-kringen. In deze periode kwam Le Sillon te verkeren tussen het activisme van marxistisch links en monarchistisch rechts, met name de Action Française van Charles Maurras, die haar aanvallen op Le Sillon startte in 1906.
De houding tegenover de wet van Emile Combes over de scheiding van Kerk en staat (1905) was eerder positief dan negatief. Dat was een van de redenen voor de aanvallen van de Action Française op le Sillon. Ook het episcopaat wees de wet af en daarmee ook de houding van le Sillon, die het als veel te liberaal beoordeelde. Uiteindelijk greep paus Pius X in het ontstane conflict in en publiceerde zijn exhortatie Notre charge apostolique. Hierin interpreteerde hij de visie van Le Sillon op de samenleving als een bij uitstek morele visie. En omdat de moraal tot het domein van de Kerk behoort, zou Le Sillon zich niet volstrekt los van de kerkelijke structuren mogen bewegen. Daarnaast werd het streven naar opheffing van de klassen in het document als strijdig met de christen-sociale leer van Leo XIII beschouwd.
Vanwege de pauselijke terechtwijzing beëindigde Sangier zijn religieuze werk en wisselde naar het politieke domein. Hij stichtte het dagblad La Démocratie en in 1912 de Ligue de la Jeune République ("Liga van de Jonge Republiek"). Met de liga streed hij voor gelijke rechten voor vrouwen, een proportioneel kiesstelsel en sociale wetgeving.
In 1914 werd Marc Sangier gemobiliseerd en hij diende anderhalf jaar als luitenant aan het front. Daarvoor werd hij onderscheiden, onder andere met het Legioen van Eer. Na de oorlog stelde hij zich verkiesbaar en werd gekozen. Vanuit een pacifistische houding wilde hij een Frans-Duitse verzoening, wat vanwege de impopulariteit van dat standpunt waarschijnlijk leidde tot zijn slechte verkiezingsresultaat in 1929. Hij verliet daarop de politiek en richtte zich op de verspreiding van zijn pacifistische ideeën. Daartoe begon hij het blad "L’Éveil des Peuples", waaraan o.a. Pierre Cot en René Cassin incidenteel meewerkten. Na een gesprek met de oprichter van de Duitse jeugdherbergen Richard Schirrmann besloot Sangnier het idee in Frankrijk te importeren. De eerste jeugdherberg werd gebouwd in 1929 in Bierville bij Essonne.
Tijdens de Tweede Wereldoorlog stelde Sangier zijn blad ter beschikking aan het verzet. Tijdens de bezetting werd hij gearresteerd door de Gestapo en opgesloten in de gevangenis van Fresnes. Na de bevrijding werd hij gekozen in het parlement voor de Mouvement républicain populaire (MRP).